# 晉暉

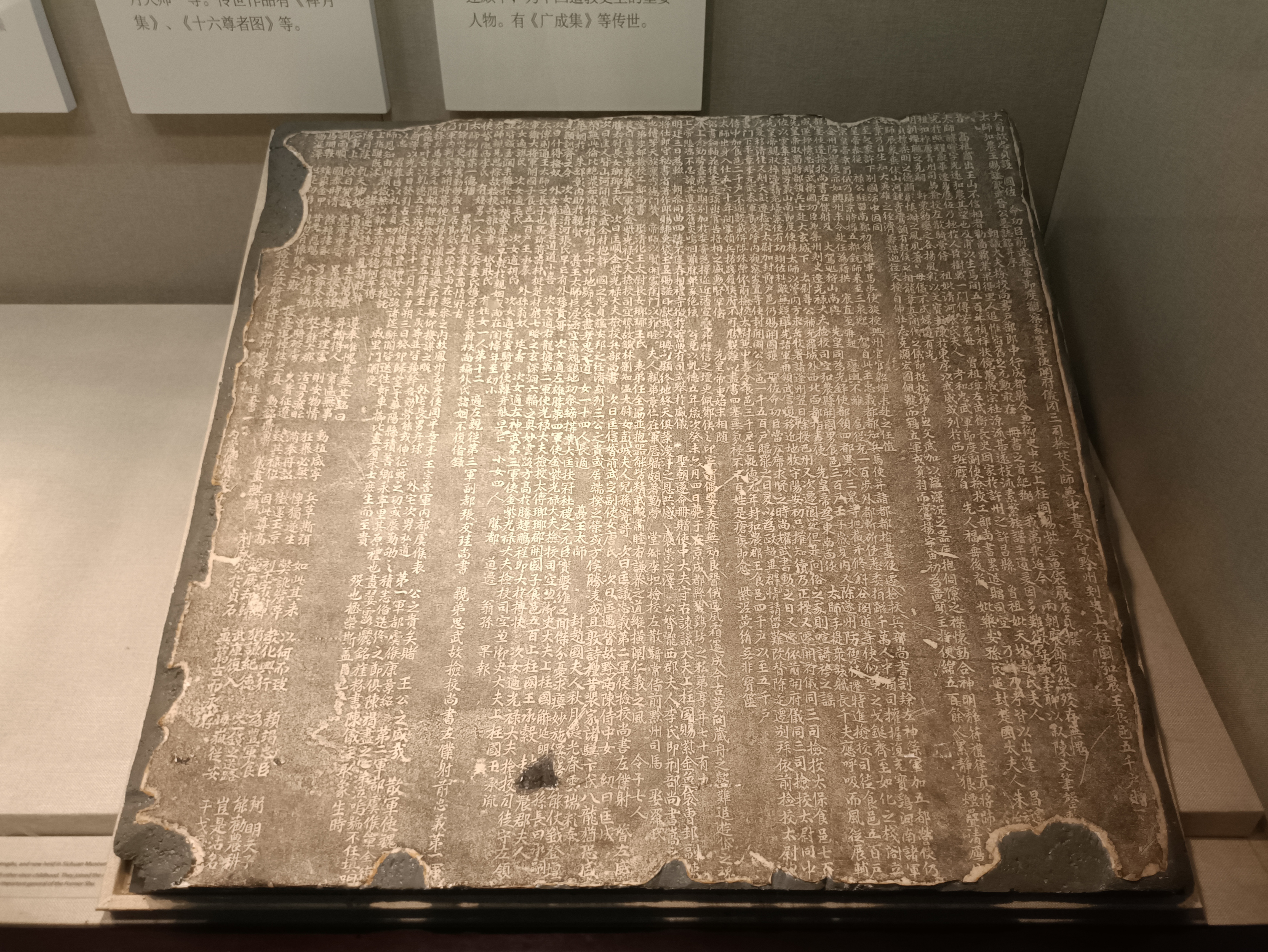
晋晖墓志（成都永陵博物馆展出的复制品，原件藏四川博物院）

晉暉（845年—923年7月20日），字光遠，許州人，唐朝末年及五代十国时前蜀政治人物。
晉暉年少膽大勇敢，沒有繼承家人祖業。最初他和蜀高祖王建一同當賊，潛入許昌民居；事發後連夜逃遁，躲藏在武陽古墓中。突然聽到有人問墓中鬼魂：「潁州有无遮大会，你一同去嗎？」鬼魂卻回應：「蜀王在這裡啊，我不能和你一起去了。」二人因此私下暗喜，說：「誰是蜀王？」不久，有人送飯到王建面前，道：「這是御飯。」王建十分高興，晉暉以王建小字稱道：「行哥相貌和常人不同，必有非常之舉！」於是晉暉一心事奉王建。
中和四年（884年），唐僖宗逃亡入四川，晉暉和王建、韓建、張造、李師泰均率領部眾到皇帝行在，唐僖宗大喜，稱他們為「隨駕五都」，命十軍觀軍容使田令孜收養他們為養子，並在回歸長安後封他們為神策軍宿衛。
光啟二年（886年），僖宗再次逃亡，到興元府時王建用長劍攻擊敵人，並攜帶玉璽同行；而晉暉也一同前往，共同擔任清道斬斫使。其後觀軍容使楊復恭驅逐田令孜的黨羽，晉暉因此被貶為集州刺史。
王建建立前蜀，兩人經常把酒言歡，談及舊事；晉暉說：「當年武陽墓中的事果然不假。」王建回應：「真的想不到啊！」乾德元年（919年），晉暉進封弘農郡王。乾德五年六月四日（923年7月20日），在成都縣碧雞坊去世，壽七十九歲。王衍為之輟朝，命曹邽、王昱為冊贈正副使，賜諡獻武。

## 引用
1. 1 2  《晉暉墓誌銘》：公竟以乾德五年歲次癸未六月四日薨于在京成都縣碧雞坊之私第，享年七十有九。明廷三日為輟朝參同曲四隣不違春相禮寺徵於舊典，有司式舉於盛儀。聖朝遂命冊贈使中大夫守右諫議大夫上柱國賜紫金魚袋曹邽、副使將仕郎守秘書省著作郎賜緋魚袋王昱賜諡曰獻武。
2. ↑  《十国春秋·前蜀·卷40》：晉暉，許州人。少有膽勇，不務家人生業。初，與高祖為盜，潛攻許昌民家。事發，夜遁伏武陽古墓中，聞人呼墓中鬼曰：「潁州設無遮㑹，盍同往乎？」墓中應曰：「蜀王在此，不得相從！」二人私心獨喜，曰：「是誰為蜀王者？」已而，有人將飯獻高祖前，曰：「只此為御飯也。」髙祖愈益喜，暉呼高祖小字曰：「行哥狀貌異人，必有非常之舉！」由是傾心事之。
3. ↑  《新五代史·卷63·前蜀世家第三》：僖宗即以晏弘為節度使，晏弘以（王）建等八都頭皆領屬州刺史。已而晏弘擁眾東歸，陷陳、許，建與晉暉、韓建、張造、李師泰等各率一都，西奔於蜀。僖宗得之大喜，號「隨駕五都」，以屬十軍觀軍容使田令孜，令孜以建等為養子。僖宗還長安，使建與晉暉等將神策軍宿衛。
4. ↑  《資治通鑑·卷256·唐紀72》：（中和四年九月）十一月，二建與張造、晉暉、李師泰帥眾數千逃奔行在，令孜皆養為假子，賜與巨萬，拜諸衛將軍，使各將其眾，號隨駕五都。
5. ↑  《資治通鑑·卷256·唐紀72》：（光啟二年正月）時軍民雜糅，鋒鏑縱橫，以神策軍使王建、晉暉為清道斬斫使，建以長劍五百前驅奮擊，乘輿乃得前。
6. ↑  《十国春秋·前蜀·卷40》：光啟二年，僖宗復幸興元。高祖既以長劒五百前驅奮擊，負玉璽以行。而暉亦與俱西，同為清道斬斫使。未幾，觀軍容使楊復恭斥田令孜之黨，出暉為集州刺史。
7. ↑  《十国春秋·前蜀·卷40》：高祖即位，暉積功封弘農郡王。高祖常與飲極歡，把臂叙舊事。暉頓首曰：「武陽墓中言果不誣也！」高祖笑曰：「始念不及此！」